# CUPS
CUPS（前為Common Unix Printing System，即UNIX通用打印系統的縮寫，但現無官方全名）是一個類Unix操作系統的組合式印刷系統，允許一台電腦作為打印服务器。CUPS接受一個客戶端的電腦進程，並送到相應的打印機。
CUPS是自由軟件，使用Apache许可证的第2版。

## 歷史
迈克尔·斯维特，Easy Software Products的擁有者，於1997年開始開發CUPS。首次公開測試版於1999年發佈。原本設計的CUPS使用行式打印机后台程序协议，但由於LPD的限制和供應商不兼容，所以由互聯網列印協定(IPP)代替。CUPS被迅速預設為一些Linux發行版的打印系統，如Red Hat Linux。2002年3月，蘋果公司在Mac OS X v10.2中采用了CUPS。2007年2月，蘋果公司聘請了迈克尔·斯维特並購買了CUPS的源代码。2019年12月20日，迈克尔·斯维特在个人博客上宣布他已离开蘋果公司。到了2020年，一个名叫OpenPrinting的组织分叉了CUPS项目，迈克尔·斯维特继续在这个组织参与相关的代码改进。此外，苹果公司则继续维护macOS，iOS与iPadOS上随附的CUPS，两者并未合并为同一仓库。2024年，安全工作者在CUPS发现了一个能影响几乎所有GNU/Linux发行版的远程代码执行严重安全漏洞。

## 用戶界面工具

### CUPS web-based管理界面
CUPS有一個web-based管理界面運行在631端口。它可以遠程組織、監測打印作業並添加打印隊列和打印機。

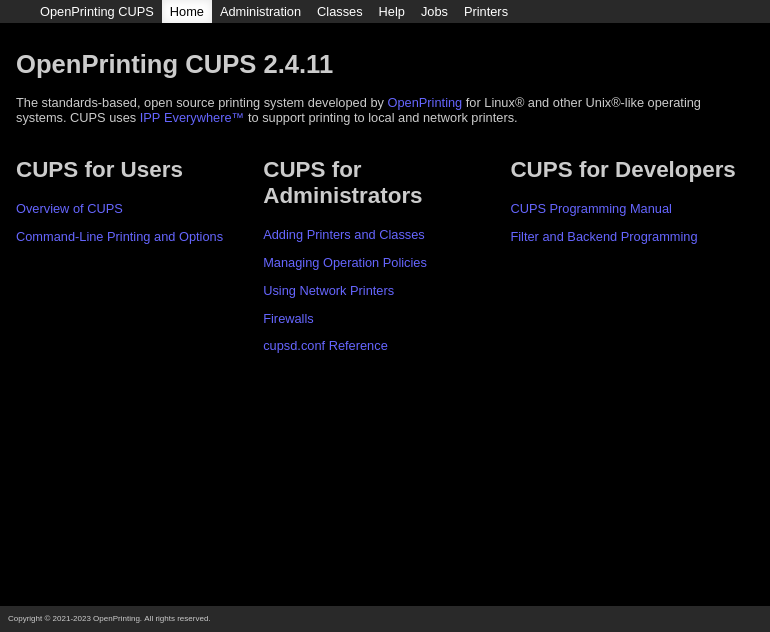
舊版的網頁管理介面
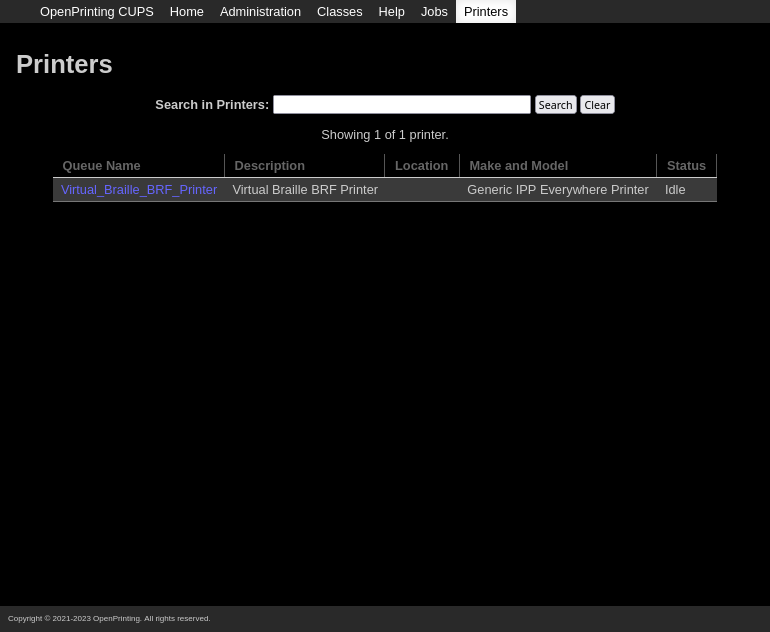
較新版本的網頁管理介面

### GNOME

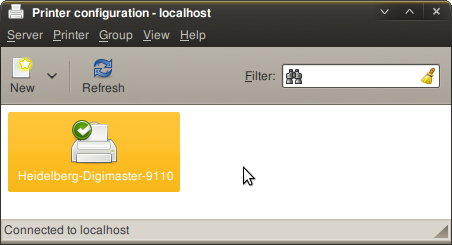
GNOME CUPS Manager

GNOME CUPS Manager可以添加新的打印機和管理CUPS的打印機和隊列。還有其他的第三方應用程序用作管理打印,如GtkLP（页面存档备份，存于）及其聯繫工具GtkLPQ及GtkPSproc。
GNOME的窗口部件工具包，在2006年發佈的GTK+ 2.10，整合了基於CUPS的列印支援，支援綜合印刷。

### KDE

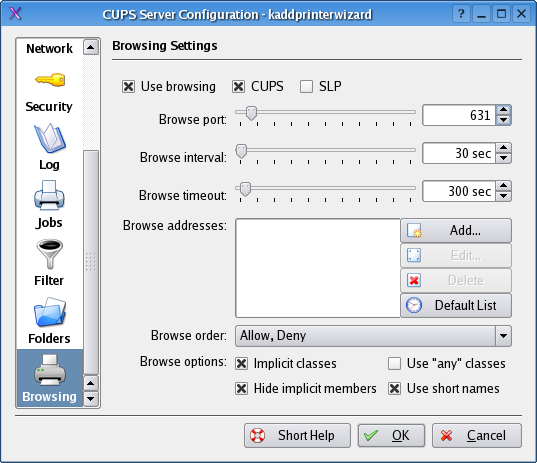
KDEPrint

KDEPrint 框架在 KDE 中包含不同的圖形用戶界面工具作為 CUPS 的前端，並允許分類管理、列印隊列和列印作業；它包括一個印表機精靈，協助增加新的印表機和其他的功能。 KDEPrint 第一出現在 KDE 2.2。
KDEPrint 支持多種不同的印刷平台，與CUPS一個最好的支持。它取代了 KDE 以前的列印支持版本，qtcups和向後兼容這個 KDE 的模塊。截至2009 kprinter，一個對話盒程式，作為主要的工具發送工作到打印設備，它也可以由命令行啟動。KDEPrint 包括一個預先過濾任何工作的系統，才交給CUPS ，或處理自己所有的工作，例如將檔案轉換為 PDF。這些篩選器是由一對 Desktop/XML文件描述。
KDEPrint  主要組成部分包括：
- 打印對話框，能對打印機的屬性進行修改
- 打印管理器，允許管理打印機，如通過添加印表機向导，添加和刪除打印機
- 工作查看器/管理員，管理打印任務，如持有/釋放，取消和移動到另一台打印機
- CUPS 配置模塊（集成到 KDE 中）